# Nekheb
| M22 | D58 | W24 · O49 |

| M22 | D58 | W24 · O49 |

Nekheb è una città egizia posta sulla riva orientale del Nilo; in epoca tolemaica la città assunse il nome di Eleitiiaspoli, mentre attualmente è conosciuta come el-Khab o el-Kab.
La città, posta a circa 23 km a nord di Behedet (l'attuale Edfu), fu capitale, insieme a Nekhen (la greca Ieracompoli) posta sulla riva occidentale del fiume, del 3º nomo dell'Alto Egitto. Nekheb fu sede del culto di Nekhbet, la dea-avvoltoio simbolo dell'Alto Egitto.

Il sito contiene reperti che datano dal periodo arcaico all'epoca tolemaica e romana.
L'American Research Center in Egypt da anni conduce alcune campagne di scavo sul sito.